# Palmera d'oli de Guinea
La palmera d'oli de Guinea (Elaeis guineensis) és una de les dues espècies oleíferes del gènere Elaeis. És originària de l'oest d'Àfrica en el bosc tropical plujós en la zona propera al mar des de Libèria a Angola. Com espècie conreada s'ha estès entre les latituds dels 16° nord als 16° sud.
Arriba a fer fins a 20 m d'alt, és una espècie monoica amb els sexes separats en la mateixa planta. Les fulles són compostes i fan de 3 a 5 m de llarg amb un centenar de folíols. Fructifica en grups d'uns 300 fruits (que contenen l'oli) cadascun dels quals té forma de pruna, en total la inflorescència pesa uns 8kg.
Es propaga per llavors i es fa un planter que quan les palmeres tenen una mida adequada es trasplanten al lloc definitiu. El rendiment en oli (de 2,5 a 5 tones per hectàrea i any) d'aquesta palmera és més gran que qualsevol altre cultiu oleaginós.